# Bistum Yangku
Das in der Volksrepublik China gelegene Bistum Yangku (lat. Dioecesis Iamcuvensis) wurde am 13. September 1933 als Apostolische Präfektur von Yangku begründet, wurde am 11. Juli 1933 zum Apostolischen Vikariat erhoben, bevor er es am 11. April 1946 zum Bistum wurde.
Das zur Kirchenprovinz Tsinan [Jinan] gehörende und 3.244 km² große Bistum zählte 1960 10.237 Katholiken, was 0,7 % der Bevölkerung in dieser Region darstellte. Mit 41 Diözesanpriestern, 12 Ordenspriester und 26 Ordensschwestern, war es ursprünglich ein Missionsgebiet der Steyler Missionare, welche auch die Apostolischen Vikare stellten.
Da die personelle Lage des Bistums bereits früh entwickelt war, konnte Yangku als letzten Apostolischen Vikaren und ersten Bischof mit Thomas Niu Hui-ching bereits einen Einheimischen begrüßen. Er verstarb am 28. Februar 1973. Aufgrund der politischen Verhältnisse konnte das Bistum bis heute nicht mehr besetzt werden.

## Ordinarien
- Thomas Tien Ken-hsin SVD (1934 – 1942)
- Thomas Niu Hui-ching  (1943 – 1973)
- Joseph Li Bingyao SVD (1989 – 1995)
- Joseph Zhao Fengchang (seit 2000)